# Hamza Ménina
Hamza Ménina (* 1981) ist ein ehemaliger algerischer Leichtathlet, der sich auf den Dreisprung spezialisiert hat. 2004 wurde er in Brazzaville Vizeafrikameister.

## Sportliche Laufbahn
Erste internationale Erfahrungen sammelte Hamza Ménina vermutlich im Jahr 2002, als er bei den Afrikameisterschaften in Radès mit einer Weite von 15,86 m den sechsten Platz im Dreisprung belegte. Im Jahr darauf belegte er bei den Arabischen Meisterschaften in Amman mit 15,84 m den fünften Platz und 2004 gewann er bei den Afrikameisterschaften in Brazzaville mit 16,02 m die Silbermedaille hinter dem Burkiner Olivier Sanou. Anschließend belegte er bei den Panarabischen Spielen in Algier mit 16,04 m den fünften Platz. Im Jahr darauf gewann er bei den erstmals ausgetragenen Islamic Solidarity Games in Mekka mit 16,03 m die Silbermedaille hinter dem Syrer Mohammad Hazzory. Daraufhin trat er nicht mehr international in Erscheinung.
In den Jahren 2002, 2004 und 2005 wurde Ménina algerischer Meister im Dreisprung.